# Juan Alberto Perote
Juan Alberto Perote Pellón (Valladolid, 1938 - ) es un militar y espía español que perteneció al CESID (actual CNI) en la década de 1980. En los años 90 fue condenado por llevarse documentos del servicio secreto, siendo la mayor filtración de información sufrida por el espionaje español por lo menos hasta 2024.

## Historia
De familia militar, ingresó en los servicios secretos españoles en 1982 (entonces se llamaba CESID, actualmente es el CNI), donde participó en numerosos eventos de la época de la transición española y los primeros gobiernos democráticos. Tras el intento de golpe de Estado del 23 de febrero de 1981 se convirtió en la mano derecha de Emilio Alonso Manglano poco después de que este fuera nombrado director del CESID. Participó en el desmantelamiento de la conspiración golpista para el 27 de octubre de 1982. También participó en la lucha contra ETA.
A finales de 1983 Perote se convirtió en jefe de la Agrupación Operativa del CESID, el departamento que se encargaba de las operaciones clandestinas del centro, bordeando la legalidad. Se convirtió en la mano derecha de Manglano y "número 2" del centro de inteligencia. 

### Caso Perote: escándalo de los papeles del CESID
En 1984 el general Manglano había puesto en marcha un gabinete de escuchas que mediante un potente escáner barría el espacio radioeléctrico e interceptaba y grababa conversaciones de teléfonos móviles. El responsable de interceptar, grabar, escuchar y destruir lo no relevante era el Coronel Perote, quien no siguió las órdenes e interceptó conversaciones no autorizadas y tampoco las destruyó.
Entre los espiados de la época había ministros como Francisco Fernández Ordoñez, periodistas como Pedro J. Ramírez o Luis María Anson,  el presidente del Real Madrid Ramón Mendoza, el empresario José María Ruiz-Mateos o el expresidente Adolfo Suárez. Aunque al principio se negó, parece que incluso se llegaron a grabar conversaciones privadas del rey Juan Carlos I. Pero lo más delicado eran las pruebas recopiladas por Perote del GAL en la época del gobierno de Felipe González.
En 1990 el coronel Perote, entonces Jefe de la Unidad Operativa del CESID, fue destituido tras la publicación por la revista Tiempo de un artículo titulado "Altos cargos chantajeados por sus orgías" con el subtítulo "Un comando del CESID intenta recuperar vídeos comprometedores en el Este", que contenía unas fotografías suyas y del resto de su equipo que fueron tomadas en ambiente festivo tras la caída del dictador rumano Nicolae Ceaușescu y que se consideraron indiscretas (habían acudido a ese país a recuperar vídeos "comprometedores" grabados por la Securitate a dirigentes y empresarios españoles, y que tras la caída de la dictadura podían ser vendidos al mejor postor). Tras perder la confianza de Manglano acabó abandonando el centro en noviembre de 1991. El exagente se llevó entonces documentos fotocopiados y microfichas del CESID. Se estima que Perote se llevó unos 1.200 documentos secretos. Después trabajó en el área de seguridad de Repsol desde 1992. Al parecer en febrero de 1995 llegó a un acuerdo con el exbanquero Mario Conde al que le entregó los documentos con el fin de chantajear al Gobierno de Felipe González, supuesto objetivo que no consiguió.
Finalmente el 12 de junio de 1995 el diario El Mundo publicó una noticia titulada "El CESID lleva más de diez años espiando y grabando a políticos, empresarios y periodistas". Tras aportar pruebas de esos hechos, el 15 de junio de 1995 dimitió Manglano como director del CESID (llevaba 14 años al mando); el 29 del mismo mes dimitía el vicepresidente Narcís Serra y el ministro de defensa Julián García Vargas.
En 1997 el Tribunal Militar Central condenó a Perote a 7 años de cárcel y fue expulsado del ejército.  En 1998 el Tribunal Supremo confirmó la pena de 7 años de cárcel por revelación de secretos o informaciones relativas a la seguridad y defensa nacional. En 2002 el Tribunal Europeo de Derechos Humanos estableció que no tuvo un juicio justo y condenó al gobierno español a indemnizarle. Aún así Perote litigó para que le reconociera su condición de militar, sus títulos y condecoraciones; cosa que no logró tras serle rechazada de manera definitiva en 2024.
Este escándalo fue uno de los motivos por los cuales el CESID fue reorganizado como CNI en el 2002 por medio de la Ley 11/2002.

## Obras

### Libros
- Confesiones de Perote: revelaciones de un espía, por Juan Alberto Perote Pellón, Editorial: RBA, ISBN 10: 8479014717 / ISBN 13: 9788479014711, año 1999.
- 23-F: ni Milans ni Tejero, por Juan Alberto Perote Pellón, Editorial: Foca, ISBN: 9788495440181, año 2001.
- Misión para dos muertos. 1984: los servicios secretos españoles contra la banda Baader-Meinhof, por Juan Alberto Perote Pellón, Editorial: Foca, ISBN: 9788495440273, año 2002.